# 向日葵は死のメッセージ
『向日葵は死のメッセージ』（ひまわりはしのメッセージ）は山村美紗の短編小説、およびそれを表題作とした短編集。1992年7月に光文社カッパ・ノベルスより刊行された。

## 収録作品
表題作以外はキャサリンシリーズである。
- 向日葵は死のメッセージ
- 枝垂れ桜殺人事件
- 福寿草（アドニス）の殺意
- 弟切草の秘密

## テレビドラマ
1997年7月12日にテレビ朝日系「土曜ワイド劇場」でテレビドラマ化された。山村美紗サスペンス「花の京都・美人姉妹の推理」シリーズの第1作。サブタイトルは「花の京都、美人姉妹が密室殺人を解く 娘達の遺産相続争い」。

### キャスト
- 谷川百合子 - とよた真帆
- 谷川すみれ - 千堂あきほ
- 狩矢警部 - 小野寺昭
- 小野夏子 - 鮎ゆうき
- 加藤鈴子 - 山村紅葉
- 野村 - 藤木直人
- 松山千秋 - 池田有希子
- 松山冬美 - 柴山智加
- 岸本加代 - 康本美紀
- 橋口警部補 - 若菜一義

### スタッフ
- 原作 - 山村美紗
- 脚本 - 長野洋
- 監督 - 井上芳夫

| スタブアイコン | サブスタブ | この項目は、まだ閲覧者の調べものの参照としては役立たない、文学に関連した書きかけの項目です。この項目を加筆・訂正などしてくださる協力者を求めています（P:文学、PJ:ライトノベル）。項目が小説家・作家の場合には{Writer-substub}を、文学作品以外の本・雑誌の場合には{Book-substub}を貼り付けてください。 |